# Ciorani
Ciorani je rumunská obec v župě Teleorman. V roce 2011 zde žilo 6 720 obyvatel. Obec se skládá ze dvou částí.

## Části obce
- Cioranii de Jos – 4 443 obyvatel
- Cioranii de Sus – 2 277 obyvatel